# 掌布河
掌布河，位于中国贵州省南部，是曹渡河右岸支流，发源于惠水县宁旺乡龙泉村，东南流经祥摆至平塘县掌布乡烂马折向南，经掌布峡谷风景区，至河湾注入曹渡河。河长28千米，流域面积135平方千米。